# Бодибилдер (фильм)
«Бодибилдер» — российский художественный фильм, снятый режиссёром Андреем Грачёвым. Главные роли сыграли Денис Семенихин и Михаил Горевой. Премьера состоялась 7 апреля 2022 года.

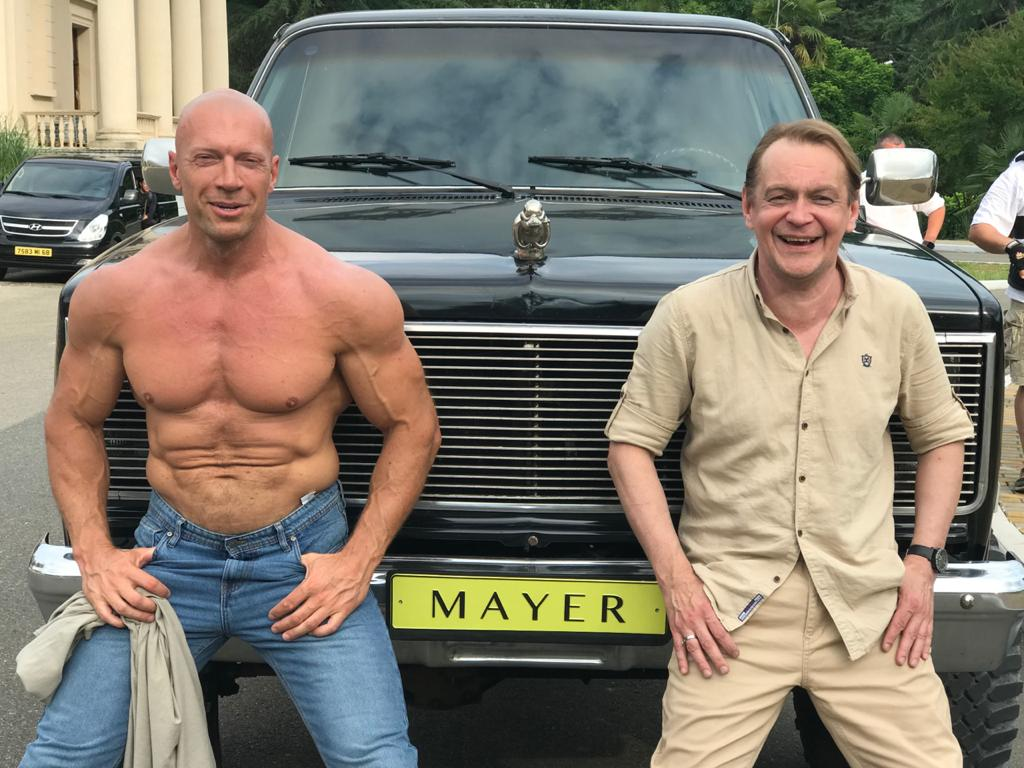
Денис Семенихин и Михаил Горевой на съёмках фильма

## Сюжет
Макс Майер — бодибилдер, мечтавший стать чемпионом планеты. По состоянию здоровья он вынужден преждевременно уйти из спорта, из-за чего его жизнь катится под откос. Случайно он знакомится с врачом скорой помощи Виктором, который когда-то по заказу Министерства обороны разработал уникальное лекарство, позволяющее не только лечить самые страшные заболевания, но и усиливать все возможности человеческого тела. Однако проект был заморожен. Виктор хочет завершить эксперимент, для которого ему нужен испытуемый, и Макс идеально подходит для него.

## В ролях
| Актёр              | Роль                                  |
| ------------------ | ------------------------------------- |
| Денис Семенихин    | Макс Майер бодибилдер                 |
| Михаил Горевой     | Виктор учёный, врач                   |
| Владимир Епифанцев | Дэн лучший друг и тренер Макса        |
| Виктория Полторак  | Лика жена Макса                       |
| Дарья Повереннова  | чиновник Министерства здравоохранения |
| Сергей Чонишвили   | чиновник высшего уровня               |
| Дмитрий Шевченко   | президент спортивной федерации        |
| Максим Линников    | Алекс помощник чиновницы              |

## Съёмочный процесс
Съёмки начались в апреле 2019 года, проходили в Сочи и Москве, а также в районе деревни Кондуки.
В эпизодах сыграли такие известные персонажи в сфере российского бодибилдинга, как Станислав Линдовер (комментатор 1) и Дмитрий Яшанькин (комментатор 2).
Президент Федерации бодибилдинга и фитнеса Москвы Олег Макшанцев был консультантом на площадке во время съёмок чемпионата, а Дмитрий Селивёрстов консультировал по вопросам позирования.
Для выполнения задачи режиссёра относительно образа Макса Денису Семенихину пришлось выйти из формы и снизить собственный вес на 10 кг для съёмок ряда сцен, а затем вернуть форму для съёмок сцен соревнований.
5 октября 2019 года на чемпионате Москвы по бодибилдингу был показан трейлер фильма.

## Реакция
Ангелина Громова (Rewizor.ru):  «Фильм затрагивает немаловажные темы. Суперчеловечность как средство достижения к желанному успеху в фильме ставится под вопрос: а кто такой суперчеловек и нужна ли суперчеловечность в жизни, в ней ли секрет счастья и успеха?».